# 阿佐特 (北頓涅茨克)
北頓涅茨克阿佐特協會（羅馬化：Siverskodonetske obiednannia "Azot"）是乌克兰第三大氨生产商，該生產商隸屬於Ostchem Holding。阿佐特的產品有氮肥、甲醇、乙酸、乙酸乙烯酯及其衍生物、乙炔、福尔马林、催化剂、家用化学品和其他化工产品。2022年北顿涅茨克战役期间，阿佐特成为该市最后一个由乌克兰軍隊控制的阵地。現在，整個北頓城連同工廠已落入俄軍手中，淪爲廢墟。